# Platygaster xeneus
Platygaster xeneus is een vliesvleugelig insect uit de familie van de Platygastridae. De wetenschappelijke naam van de soort is voor het eerst geldig gepubliceerd in 1838 door Walker.